# Czartowo (województwo kujawsko-pomorskie)
Czartowo – wieś w Polsce położona w województwie kujawsko-pomorskim, w powiecie lipnowskim, w gminie Dobrzyń nad Wisłą.
W latach 1975–1998 miejscowość administracyjnie należała do województwa włocławskiego.